# 置賜総合支庁

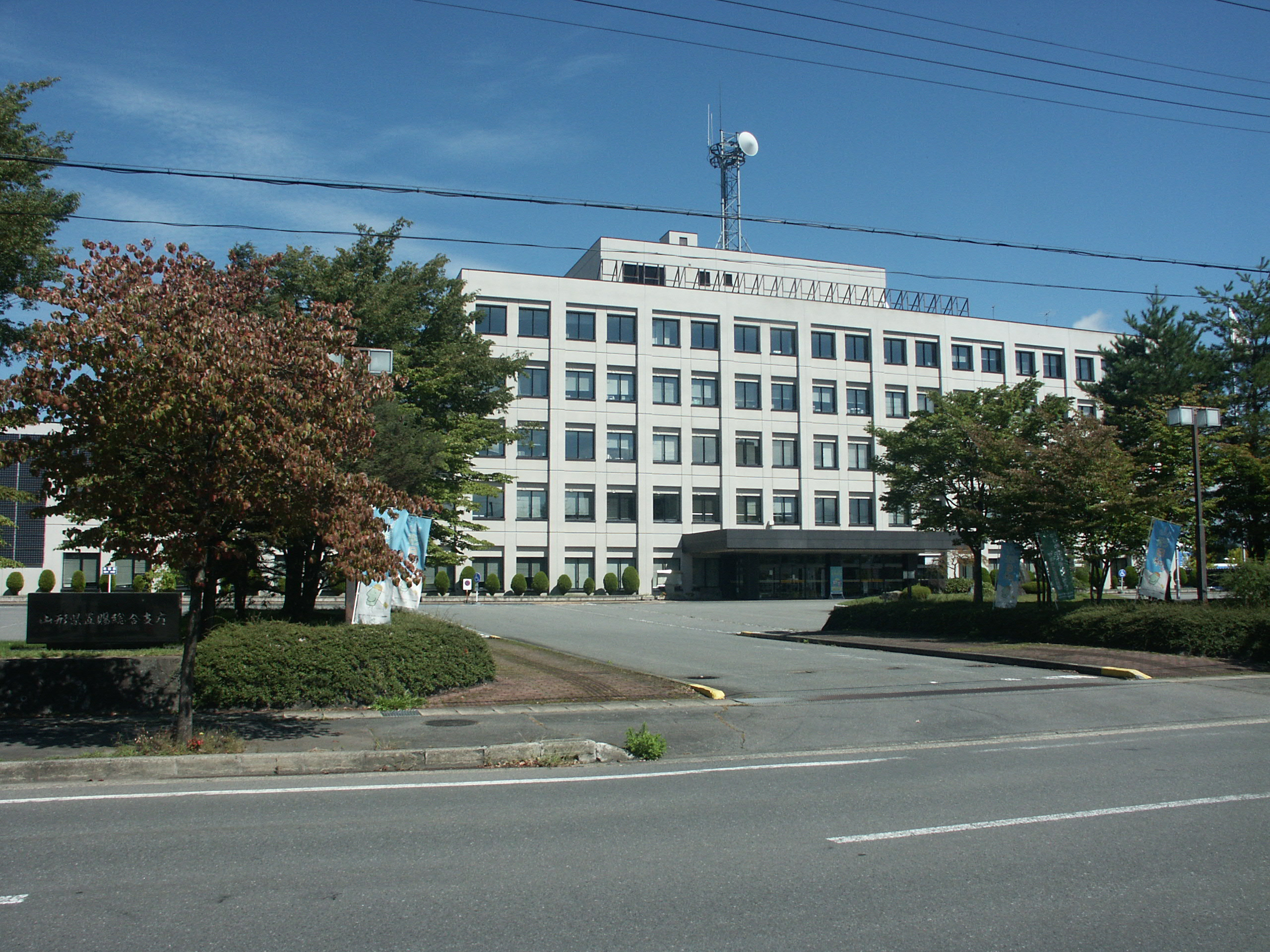
置賜総合支庁

置賜総合支庁（おきたまそうごうしちょう）は、山形県の支庁のひとつ。山形県内陸部の置賜地方と呼ばれるブロックの、8市町を所管区域とする。支庁の所轄範囲の地域自体を指す場合は、ブロック名を用いて、置賜（「おきたま」「おいたま」とも）地方と呼ぶことが多い。

## 組織
山形県では2001年（平成13年）4月に、従来の地方事務所、保健所、農業改良普及センター、建設事務所などの県の出先機関をブロックごとに統合して総合支庁を設置した。
置賜総合支庁の庁舎は米沢市金池にあり、他の総合支庁と同じく総務企画部、保健福祉環境部、産業経済部、建設部が設置されている。
設置当初、村山総合支庁と置賜総合支庁には住民サービスの利便性や災害への迅速な対応のため分庁舎が設置されていた。置賜総合支庁分庁舎は長井市高野町に設置されていたが、2016年度（平成28年度）の見直しで、同分庁舎は西置賜地域振興局となった。

## 所管市町村

山形県 地域区分図
■橙：村山地方
■青：最上地方
■緑：置賜地方
■紫：庄内地方
（濃色が市部、淡色が郡部）

- 米沢市（置賜総合支庁所在地）
- 南陽市
- 長井市
- 東置賜郡
  - 高畠町 - 川西町
- 西置賜郡
  - 小国町 - 白鷹町 - 飯豊町